# Pappo's Blues Volumen 8, Caso cerrado
Pappo's Blues Volumen 8, Caso cerrado es el octavo álbum de la banda argentina de rock Pappo's Blues, editado en 1995 por Main Records.

## Detalles
Esta placa es una mezcla de blues, rock and roll, hard rock y heavy metal. Como ya lo había hecho en su disco Blues local (1992), Pappo incluyó una serie de clásicos de la historia del rock and roll, algunos con traducción al castellano como las versiones de "Ruta 66" ("Route 66") y "Castillos mágicos españoles" ("Spanish Castle Magic") de Jimi Hendrix.
A diferencia de los anteriores discos de Pappo's Blues, este trabajo no está basado en un formato de trío estable, sino que incluyó numerosas participaciones de músicos invitados. Entre ellos se encuentran figuras a nivel internacional, como las de Carmine Appice y Tim Bogert (ambos ex Vanilla Fudge y Beck, Bogert & Appice), Michael Parker, Ron Maldonado, Deacon Jones y hasta el mismísimo John Lee Hooker, quien le pone voz a "People Don't Care". Entre los invitados de la escena nacional, el trabajo cuenta con la presencia de Michel Peyronel, Botafogo, Machy Madco, Peteco Carabajal, Juanse, Black Amaya y Celeste Carballo, entre otros.
Entre las composiciones más pesadas se encuentran: "Perro en la vereda", "Solo en este mundo" -un denso blues con unos pasajes de guitarras metálicas en el final- y "Yo me quedo con Lucy". 
En el plano del blues se encuentran "Blues para mi guitarra", el instrumental "Paramount Souffle" y "Penetieso Blues"; mientras que el tema más sorprendente es "Duendes" una balada orquestada con una letra filosófica y mística de Pappo.
Los cortes que más se difundieron fueron "Ruta 66", el rock and roll "Tomé demasiado", con la participación de Juanse en guitarra, y una versión blueseada de "Tren azul", que Pappo ya había grabado con Pappo y Hoy No Es Hoy.
En la década de 2000 el disco fue reeditado con el videoclip de "Ruta 66" como bonus track, y en 2021 fue lanzado como vinilo doble.

## Lista de temas
- Autor Pappo, excepto donde se indica.

1. "Tren Azul"
2. "Ruta 66" (Bobby Troup)
3. "Solo en Este Mundo"
4. "Yo Me Quedo con Lucy"
5. "Blues para Mi Guitarra"
6. "Castillos Mágicos Españoles" (Jimi Hendrix)
7. "Algunos Deslices"
8. "People Don't Care"
9. "Paramount Souffle"
10. "Penetieso Blues"
11. "P.B.A Boogie"
12. "Duendes"
13. "Perro en la Vereda"
14. "Tomé Demasiado"

## Músicos por tema
- "Tren Azul"

Bajo – Tim Bogert
Batería – Carmine Appice
Guitarra y voz – Pappo
- "Ruta 66"

Bajo – Machy Madco
Batería – Black Amaya
Guitarra – Juanse
Teclados – Pato Lucas
Primera Guitarra y voz – Pappo
- "Solo En Este Mundo"

Bajo – Machy Madco
Batería – Black Amaya
Guitarra y voz– Pappo
Teclados – Alejandro Lerner
- "Yo Me Quedo Con Lucy"

Bajo – Machy Madco
Batería – Turco Andino
1.ª. Guitarra y voz – Pappo
Guitarra rítmica – Botafogo
- "Blues Para Mi Guitarra"

Bajo – Ron Maldonado
Batería – Michael Parker
Guitarra y voz – Pappo
Teclados – Deacon Jones
- "Castillos Mágicos Españoles"

Bajo – Machy Madco
Batería – Black Amaya
Guitarra y voz – Pappo
Guitarra rítmica – Ryan Roxie
- "Algunos Deslices"

Bajo – Machy Madco
Batería – Michel Peyronel
Guitarra y voz – Pappo
Teclados – Pato Lucas
Percusión – Black Amaya
Slide Guitar – Botafogo
Voz –  Celeste Carballo
- "People Don't Care"

Banda de John Lee Hooker
Guitarra – Pappo
Teclados – Deacon Jones
Voz – John Lee Hooker
- "Paramount Souffle"

Bajo – Ron Maldonado
Batería – Michael Parker
Guitarra – Pappo
Teclados – Deacon Jones
- "Penetieso Blues"

Bajo – Tim Bogert
Batería – Carmine Appice
Guitarra y voz – Pappo
- "P.B.A. Boogie"

Bajo – Tim Bogert
Batería – Carmine Appice
Guitarra – Pappo
- "Duendes"

Guitarra acústica y voz – Pappo
Bajo – Machy Madco
Batería – Black Amaya
Guitarra eléctrica – Sarcófago
Violín – Peteco Carabajal
- "Perro En La Vereda"

Bajo – Tim Bogert
Batería – Carmine Appice
Guitarra y voz – Pappo
- "Tomé Demasiado"

Bajo – Fabián von Quintiero
Batería – Black Amaya
Guitarra y voz – Pappo
Teclados – Fabián von Quintiero
Guitarra rítmica – Juanse